# Curdled – Der Wahnsinn
Curdled – Der Wahnsinn ist eine US-amerikanische Kriminalkomödie von 1996.

## Handlung
Seit ihrer Kindheit faszinieren Gabriela alle Dinge, die mit Blut zusammenhängen. Schaurige Morde haben es der jungen Frau besonders angetan. Derzeit treibt ein Serienmörder, der Blaublut-Killer genannt wird, sein blutiges Unwesen und Gabriela verfolgt die Ermittlungen gespannt. Wie es der Zufall will, sieht sie die Fernsehwerbung einer Reinigungsfirma, die sich auf das Putzen von Mordschauplätzen spezialisiert hat und bewirbt sich spontan. Die folgende Zusage ist die Chance für Gabriela, endlich ihren Wissensdurst zu stillen. Sie bemüht sich, einen Blaublutkiller-Auftrag zu bekommen und wird, da die anderen Mitarbeiterinnen der Firma trotz verdoppelten Bonus strikt ablehnen, für diesen eingeteilt. Dieser Auftrag folgt auf den letzten Mord des Killers, wobei das Opfer in den letzten Sekunden mit wasserfestem Stift dessen Namen (Paul Guell) auf die Fliesen schreiben konnte. Aufgrund der großen Blutlache bleibt der Name für die Polizei unentdeckt und Paul macht sich nach den Ermittlungen erneut auf den Weg zum Haus des Opfers, um seinen Namen zu entfernen. Dort wird er von Gabriela und einer ihrer Kolleginnen überrascht und versteckt sich in einem Nebenraum, in den er sich zufällig selbst einsperrt. Von dort aus beobachtet er die Arbeit der Reinigungskolonne. 
Gabriela entdeckt kurz vor Arbeitsende den Namen des Mörders unter der Blutlache. Als Gabriela sich am Abend mit ihrem Freund Eduardo über ihre Arbeit unterhält, entschließt sie sich, ihm den Tatort zu zeigen. Aufgrund seines Ekels verlässt Eduardo das Haus jedoch kurz darauf wieder, wodurch Gabriela mit dem Mörder allein im Haus ist, nachdem die Tür zu dem Nebenraum zufällig geöffnet wurde. Sie stellt tänzerisch den Tatverlauf nach, während sie dabei vom Mörder beobachtet wird. Dieser ist sehr von Gabriela angetan und überrascht sie plötzlich durch sein Auftauchen in die Küche. Anschließend tanzen beide miteinander und tauschen sich über diverse Blutthemen aus. Der Mörder verlangt danach, dass Gabriela ihm den Tatverlauf erläutere, sie geht darauf ein. Dann stellt sich heraus, dass auch sie durch seine Hand sterben soll, durch einen Ausrutscher jedoch verkehrt sich die Situation ins Umgekehrte. Gabriela hockt nun auf dem noch bewusstlosen Paul und nimmt das Messer in die Hand, mit dem Paul sie vorher töten wollte. Nach kurzem Zögern geht sie der Frage nach, die sie sich schon den ganzen Film über stellte – ob abgetrennte Köpfe noch ein paar Worte sagen oder nicht. Als Beweis nimmt sie die Geräusche auf Band auf. Vor dem Abspann sieht man Gabriela aus der Ich-Perspektive von Pauls abgetrennten Kopf und hört, wie Paul noch röchelnd ihren Namen sagt.

## Sonstiges
Der Film basiert auf dem studentischen Kurzfilm von Reb Braddock. Quentin Tarantino war so begeistert von dem Film, dass er sich entschloss, ihn mit zu produzieren. Infolgedessen erschien der Film in den Vereinigten Staaten auf DVD bei Rolling Thunder Pictures, dem Indie Verlag von Tarantino.
Man findet in diesem Film einen Querverweis auf From Dusk till Dawn in Form einer Nachrichtensendung, in welcher vom Ausbruch und den Morden der Gecko-Brüder berichtet wird. 
Angela Jones spielt in Pulp Fiction ebenfalls einen todesbegeisterten Charakter, die Taxifahrerin Esmeralda Villalobos. In dieser Rolle fragt sie Butch während der Fahrt von seinem Boxkampf zum Motel, was es für ein Gefühl sei, jemanden totzuschlagen.